# Якубовская, Анна
Анна Якубовская (пол. Anna Jakubowska, ур. Гасик (пол. Gasik); род. 21 августа 1988, Варшава) — польская шахматистка, международный мастер среди женщин (2010).

## Биография
Многократная участница финалов юношеских чемпионатов Польши по шахматам среди девушек, где лучший результат показала в 2002 году в Жагане, когда стала вице-чемпионкой в возрастной группе У14.  В 2006 году в  Херцег-Нови победила юношеском чемпионате Европы по шахматам среди девушек в возрастной группе U18. В 2007 году в Ереване участвовала в юношеском чемпионате мира по шахматам в возрастной группе U20 и заняла пятнадцатое место.
В 2008 году в Нальчике участвовала на чемпионате мира по шахматам среди женщин, где в первом туре из-за неявки Мари Себаг ей засчитали победу, а во втором туре проиграла Лилит Мкртчян.
В 2012 году в Катовице завоевала бронзовую медаль на чемпионате Польши по шахматам среди студенток. В июле 2013 года поделила первое место на международном турнире по шахматам среди женщин по круговой системе в Борнхольме. В январе 2015 года завоевала серебро на чемпионате Польши по шахматам среди студенток, а в августе была в составе студенческой сборной Польши, которая победила в командном зачете на чемпионате мира по шахматам среди студенток.

## Частная жизнь
В 2016 году вышла замуж за польского гроссмейстера Кшиштофа Якубовского.